# Portsmouth Football Club 2021-2022
Questa voce raccoglie le informazioni riguardanti il Portsmouth Football Club nelle competizioni ufficiali della stagione 2021-2022

## Maglie e sponsor
Lo sponsor tecnico per la stagione 2021-2022 è Nike, mentre lo sponsor ufficiale è l'università di Portsmouth.
| Manica sinistra · Manica sinistra · Maglietta · Maglietta · Manica destra · Manica destra · Pantaloncini · Calzettoni | Manica sinistra · Manica sinistra · Maglietta · Maglietta · Manica destra · Manica destra · Pantaloncini · Calzettoni | Manica sinistra · Manica sinistra · Maglietta · Maglietta · Manica destra · Manica destra · Pantaloncini · Calzettoni |  |

## Rosa
| N. |                        | Ruolo | Calciatore       |
| -- | ---------------------- | ----- | ---------------- |
| 1  | Irlanda (bandiera)     | P     | Gavin Bazunu     |
| 2  | Inghilterra (bandiera) | D     | Callum Johnson   |
| 3  | Inghilterra (bandiera) | D     | Lee Brown        |
| 4  | Scozia (bandiera)      | C     | Clark Robertson  |
| 5  | Inghilterra (bandiera) | D     | Haji Mnoga       |
| 6  | Irlanda (bandiera)     | D     | Shaun Williams   |
| 7  | Marocco (bandiera)     | C     | Gassan Ahadme    |
| 8  | Inghilterra (bandiera) | C     | Ryan Tunnicliffe |
| 9  | Inghilterra (bandiera) | A     | Tyler Walker     |
| 10 | Irlanda (bandiera)     | A     | Marcus Harness   |
| 11 | Irlanda (bandiera)     | C     | Ronan Curtis     |
| 13 | Galles (bandiera)      | D     | Kieron Freeman   |
| 14 | Inghilterra (bandiera) | C     | Jayden Reid      |

| N. |                        | Ruolo | Calciatore              |
| -- | ---------------------- | ----- | ----------------------- |
| 16 | Inghilterra (bandiera) | D     | Connor Ogilvie          |
| 17 | Galles (bandiera)      | C     | Ellis Harrison          |
| 18 | Inghilterra (bandiera) | C     | Reeco Hackett-Fairchild |
| 19 | Inghilterra (bandiera) | A     | George Hirst            |
| 20 | Inghilterra (bandiera) | D     | Sean Raggett            |
| 21 | Galles (bandiera)      | C     | Joe Morrell             |
| 23 | Galles (bandiera)      | C     | Louis Thompson          |
| 24 | Inghilterra (bandiera) | C     | Michael Jacobs          |
| 26 | Inghilterra (bandiera) | D     | Paul Downing            |
| 28 | Inghilterra (bandiera) | C     | Alfie Bridgman          |
| 30 | Galles (bandiera)      | C     | Harry Jewitt-White      |
| 35 | Inghilterra (bandiera) | P     | Alex Bass               |